# فيدريكو دوتشيتش
فيدريكو دوتشيتش (من مواليد 19 يوليو 1993) هو مجدف إيطالي عن فئة الوزن الخفيف. حصل على الميدالية الذهبية في بطولة العالم للتجديف لعام 2017 في ساراسوتا. 

## روابط خارجية
- فيدريكو دوتشيتش على موقع الاتحاد الدولي للتجديف (الإنجليزية)